# Happy Hippie Foundation
Happy Hippie Foundation је непрофитна организација коју је 14. септембра 2014. године основала америчка певачица и глумица Мајли Сајрус. Усредсређује се на помоћ младим бескућницима, ЛГБТ+ заједници и осталим угроженим групама становништва.